# Teresa Pires I de Bragança
Teresa Pires I de Bragança (m. depois de 1198) foi uma rica-dona portuguesa.

## Biografia
Teresa era filha do magnate Pedro Fernandes de Bragança, Mordomo-mor de Portugal, filho do bravo Fernão Mendes II de Bragança, e da galega Fruilhe Sanches de Celanova, filha do magnate Sancho Nunes de Celanova.

### Casamento
Pouco se conhece da sua vida. Sabe-se que terá usufruído de um dote régio aquando do seu casamento com o magnate, por volta de 1185, demonstrando que o casal deveria manter boas relações com a corte, ao que contribuiu ou deve ter sido consequência da criação do infante Rodrigo Sanches, filho natural de Sancho I de Portugal . De facto, o infante parece ter sido criado por Teresa e Afonso, na vila de Régua.
O casamento revelar-se-ia frutífero para a família, pois daria à Casa de Baião acesso à tenência de Bragança, e a bens na região, estendendo a área de influência da família para nordeste.

### Gestão fundiária
Segundo as Inquirições Gerais, Teresa revelou-se, como viriam a ser também os seus descendentes,uma ativa e ávida usurpadora de bens fundiários. Uma passagem da fonte relata que Teresa terá construído umas casas junto a Mesão Frio, para delas fazer lugares de venda ou comércio, com os quais a coroa perdia direitos, pelo que Sancho I de Portugal veio pessoalmente a Mesão Frio e, sem qualquer consideração, lhas queimou todas, à exceção de uma só, que reservou para pousa sua, ou do seu rico-homem.

### Morte
Terá falecido depois de 1198, pois o monarca só encetou a sua relação com Maria Aires de Fornelos após a morte da esposa, naquele ano de 1198, e só depois desta data terá nascido o infante que Teresa criou, pelo que a bragançã terá de ter falecido nos primeiros anos do século XIII.
Não terá sobrevivido ao marido, pois este casa pela segunda vez pouco depois da morte dela.

## Casamento e descendência
Teresa desposou Afonso Ermiges de Baião (antes de 1162 - depois de 1195), filho de Ermígio Viegas de Baião, por volta de 1185. Do casal proveio a seguinte descendência:
1. Lopo Afonso de Baião casado com Aldara Viegas de Alvarenga.
2. Ponço Afonso de Baião (1190 - 1235) casado com Mor Martins de Riba de Vizela (1200 -?).
3. Berengária Afonso de Baião (1200 -?) casada com João Fernandes de Lima, “o Bom” (1170 - 1245)
4. Sancha Afonso de Baião, não casou